# Баканка
Баканка — річка в Краснодарському краю Росії.
Починається за 8 км на південний схід від селища Верхньобаканського. Довжина 29 км. Мілковода, але перетворюється на бурхливу і неприборкну лавину каламутної вируючої води після рясних дощів в горах. Вода підвищеної мінералізації.
Притока річки Адагум.